# Словения на «Евровидении-1999»
Словения приняла участие в сорок четвёртом выпуске телевизионного конкурса Евровидение-1999, который состоялся 29 мая в Иерусалиме, Израиль. Страну представляла певица Дарья Швайгер с песней For a Thousand Years («Тысяча лет»), написанной Сашо Файоном и Приможем Петерцей. По итогам голосования она заняла 11-е место, заработав 50 очков. Швайгер до этого уже представляла Словению на Евровидение-1995 с песней Prisluhni mi авторства тех же Файона и Петерци. Конкурс был показан на канале SLO1 с комментариями Миши Молк. Глашатаем, объявлявшим очки Словении во время голосования, была Мира Бергинч.

## До «Евровидения»

### Национальный финал
РТВ Словения организовала национальный отбор на Евровидение под названием Evrovizijska Melodija (EMA). Он традиционно проводился с 1993 года, когда участие Словении стало возможным. Четвёртый выпуск EMA 1999 состоялся 26 февраля 1999 года в телестудии РТВ Словения в Любляне. Ведущей была Мойка Мавец. Все песни на национальном отборе были представлены на словенском языке, как и в предыдущие годы. Победитель был определён путём комбинации голосов от жюри (1/3) и телезрителей (2/3). Членами жюри были Миша Молк, Моймир Сепе, Андрей Кароли и Марк Робертс, который представлял Ирландию на Евровидение-1997. Хотя Дарья Швайгер одержала победу, телеголосование вывело на первое место Тинкару Ковач с песней Zakaj.
| Порядок выступления | Исполнитель                     | Название песни         | Автор(ы)                                     | Голоса жюри | Голоса зрителей | Всего | Место |
| ------------------- | ------------------------------- | ---------------------- | -------------------------------------------- | ----------- | --------------- | ----- | ----- |
| 1                   | Митя                            | Čas je da najdem te    | Алеш Беркопец, Митя Шедлбауэр                | 22          | 0               | 22    | 5     |
| 2                   | Татьяна Михель                  | Dlan okrog srca        | Бор Зульян, Марьян Куковец                   | 1           | 0               | 1     | 17    |
| 3                   | Моника Тратник                  | Sanje                  | Ненад Кокович, Игорь Мисдарис                | 3           | 0               | 3     | 16    |
| 4                   | Матьяж Зупан и Californija      | Tisoč kilometrov       | Матьяж Зупан                                 | 4           | 2               | 6     | 15    |
| 5                   | Kantor                          | Drugačen dan           | Марк Лемер, Тоне Кошмрль                     | 7           | 0               | 7     | 13    |
| 6                   | Victory                         | Le povejte ji          | Мартин Штиберник, Кармен Ставец              | 8           | 10              | 18    | 9     |
| 7                   | Ирена, Дамьяна и Саня           | Igra je končana        | Карел Новак, Янез Змазек                     | 14          | 8               | 22    | 5     |
| 8                   | Лара Барука                     | Ti si se bal           | Данило Кокьянчич, Драго Мислей               | 22          | 0               | 22    | 5     |
| 9                   | Sound Attack                    | Kje si zdaj            | Симон Шурев, Пика Божич                      | 4           | 6               | 10    | 11    |
| 10                  | Дарья Швайгер                   | Še tisoč let           | Примож Петерца                               | 44          | 20              | 64    | 1     |
| 11                  | Avia Band                       | Ne izdajte me          | Матьяж Влашич, Урша Влашич                   | 10          | 14              | 24    | 4     |
| 12                  | Нюша Деренда                    | Nekaj lepega je v meni | Матия Оражем, Дамьяна Кенда Хуссу            | 10          | 0               | 10    | 11    |
| 13                  | Nude                            | Ši’z d bes             | Габер Марольт, Примож Погельшек              | 3           | 4               | 7     | 13    |
| 14                  | Babilon                         | Kot ocean              | Марьян Мерляк, Дада Кладник, Себастьян Артич | 11          | 0               | 11    | 10    |
| 15                  | Тинкара Ковач                   | Zakaj                  | Марино Легович, Драго Мислей                 | 38          | 24              | 62    | 2     |
| 16                  | Джанни Рийавец и Владимир Чадеж | Ljubezen je le ena     | Джанни Рийавец, Миша Чермак                  | 5           | 16              | 21    | 8     |
| 17                  | Ян Плестеняк                    | Moja dežela            | Ян Плестеняк                                 | 26          | 12              | 38    | 3     |

## На «Евровидении»
В 1999 году Европейский вещательный союз изменил правила касательно формата конкурса. Отныне прежнее правило об обязательном использовании государственного или регионального языка уничтожалось, и песни могли быть исполнены на любом языке. Это изменение привело к тому, что победившая на EMA 1999 песня Дарьи Швайгер Še tisoč let, написанная первоначально на словенском языке была переведена на английский и под названием For a Thousand Years была представлена в Иерусалиме. Также по правилам конкурса Евровидение-1999 список участников состоит из страны-победительницы прошлого года, 17 стран с наивысшим средним баллом за предыдущие пять конкурсов и тех стран, которые не участвовали в выпуске прошлого года, но транслировали его. Поскольку у Словении средний балл составлял 44,25, то страна была допущена к участию на Евровидение-1999. Дарья Швайгер выступала под номером 6, между Великобританией и Турцией. По итогам голосования она заняла 11-е место, заработав 50 очков, в том числе 12 очков от Хорватии и Ирландии. Несмотря на неплохой результат, Словения была не допущена к участию в Евровидение-2000 из-за низкого среднего балла, и была понижена до «пассивного участника». 12 очков словенские телезрители присудили Хорватии.

### Голосование
| Очки      | Страна                 |
| --------- | ---------------------- |
| 12 баллов | - Ирландия - Хорватия  |
| 10 баллов | - Литва                |
| 8 баллов  |                        |
| 7 баллов  |                        |
| 6 баллов  | - Нидерланды           |
| 5 баллов  | - Босния и Герцеговина |
| 4 балла   |                        |
| 3 балла   |                        |
| 2 балла   | - Бельгия - Испания    |
| 1 балл    | - Франция              |

| Очки      | Страна               |
| --------- | -------------------- |
| 12 баллов | Хорватия             |
| 10 баллов | Босния и Герцеговина |
| 8 баллов  | Эстония              |
| 7 баллов  | Швеция               |
| 6 баллов  | Германия             |
| 5 баллов  | Дания                |
| 4 балла   | Австрия              |
| 3 балла   | Нидерланды           |
| 2 балла   | Великобритания       |
| 1 балл    | Израиль              |